# 알렉산더 네브스키 (영화)
《알렉산더 네브스키》(Алекса́ндр Не́вский, Alexander Nevsky)는 러시아(구 소련)에서 제작된 드미트리 바실예브 감독의 1938년 전쟁, 액션 영화이다. 니콜라이 체르카소프 등이 주연으로 출연하였다.

## 출연

### 주연
- 니콜라이 체르카소프
- 안드레이 아브리코소브
- 드리트리 오로브
- 안나 아닐로바
- 베라 이바쉐바

## 기타
- 미술: 로시프 슈피넬
- 의상: 콘스탄틴 예리즈예브

## 같이 보기
- 더 소드 앤 더 드래곤